# A Kind of Magic
A Kind of Magic (en español: Una especie de magia) es el duodécimo álbum de estudio de la banda de rock Queen, lanzado al mercado el 2 de junio de 1986 por EMI en el Reino Unido y al día siguiente por Capital Records en Estados Unidos. El álbum tuvo gran éxito en Reino Unido, alcanzando el primer puesto en las listas y manteniéndose en éstas unas 63 semanas. El disco en sí es, en su mayoría, la banda sonora de la película Highlander en la cual podemos encontrar sus canciones en este álbum (a excepción de los temas "Pain Is So Close to Pleasure", "Friends Will Be Friends" y "One Vision" que no pertenecen a la película). 
Precisamente One Vision pertenece a la banda sonora de la película Iron Eagle. El disco fue producido por Queen, Mack y David Richards.

## Recepción
La reacción crítica a A Kind of Magic fue variada. La revista Rolling Stone describió el álbum como "Heavy de plástico", concluyendo, "Esta banda bien podría devolver algo de pompa a su rock. Sus miembros nunca van a lograr ser "mandamases" dignos." The Times describió el álbum como uno de "los lanzamientos más espectacularmente exitosos de este año", sin embargo, cuestionó su atractivo, y preguntó: "¿Por qué la expectación no se extiende a aquellos de nosotros a que hacemos las críticas?". People Weekly escribió: "Apenas hay una expresión personal, y mucho menos una íntima, en este álbum... el grupo puede ser deslumbrante. En este caso, son simplemente dominantes".
Allmusic fue más favorable, escribiendo: "Puede que no haya sido tan potente como algunos de sus otros álbumes, pero A Kind of Magic fue su mejor trabajo en los últimos tiempos". Paul Henderson de Kerrang! se preguntó "cuánto del álbum es el verdadero Queen y cuánto es el resultado de las limitaciones/inclinación musical impuesta sobre ellos para escribir material acorde con una película", concluyendo que "solo una banda de la estatura de Queen (...) podría sacar un álbum de canciones tan diversas sin desilusionar a una considerable parte de sus fans".
En la edición de 1994 de The Guinness All Time Top 1000 Albums, A Kind of Magic fue votado como n.º 171 en los mejores álbumes de rock y pop de todos los tiempos. En 2006, una encuesta nacional de la BBC colocó al álbum en el puesto 42° entre los más grande de todos los tiempos. En 2007, Classic Rock clasificó a A Kind of Magic como el 28° álbum de banda sonora más grande de todos los tiempos.

## Tour
La última gira de Queen con Freddie Mercury como cantante principal, consta de 26 conciertos, todos realizados en Europa, y comienza el 7 de junio de 1986 en el Estadio Råsunda de Estocolmo. El escenario construido para la ocasión es el más imponente jamás creado para el grupo, Roger Taylor ha afirmado que junto a esta gira, "Ben Hur se verá como el Show de los Muppets". 

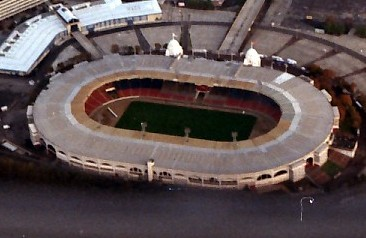
El antiguo estadio de Wembley, donde Queen realizó dos conciertos en julio de 1986, pero también como parte de Live Aid el año anterior.

El grupo tocara su repertorio, incluyendo en su setlist solo cuatro canciones de su último álbum (conciertos de apertura con One Vision, A Kind of Magic, Who Wants to Live Forever y Friends Will Be Friends) y excluyendo muchas de sus canciones antiguas, tales como Somebody to Love.
La recaudación de la gira ascenderá a más de once millones de libras esterlinas, pero a pesar de este inmenso éxito obtenido en Europa, Queen rechaza la propuesta que se le hizo de dar conciertos en Estados Unidos. También está prevista una serie de conciertos en Japón y Australia para principios de 1987 antes de ser cancelados. Es probable que Freddie Mercury careciera de la energía necesaria para viajes largos y distantes y sospechara que estaba enfermo aunque aún no se le había hecho la prueba del SIDA. Los conciertos en Wembley, Nepstadion y Knebworth se utilizan en el diseño de Live Magic, un álbum en vivo lanzado en diciembre de 1986, mientras que el concierto en Wembley de 12 de julio sirve de soporte al disco Live at Wembley '86 (1992), que también está disponible en casete, VHS (1990) y DVD (2003), siendo este último el único en ofrecer el concierto completo.

## Lista de canciones
| N.º   | Título                             | Escritor(es)    | Duración |  |
| 1.    | «One Vision»                       | Queen           | 5:12     |  |
| 2.    | «A Kind Of Magic»                  | Taylor          | 4:25     |  |
| 3.    | «One Year of Love»                 | Deacon          | 4:30     |  |
| 4.    | «Pain Is So Close To Pleasure»     | Mercury, Deacon | 4:40     |  |
| 5.    | «Friends Will Be Friends»          | Mercury, Deacon | 4:10     |  |
| 6.    | «Who Wants To Live Forever»        | May             | 5:20     |  |
| 7.    | «Gimme The Prize (Kurgan's Theme)» | May             | 4:35     |  |
| 8.    | «Don't Lose Your Head»             | Taylor          | 4:40     |  |
| 9.    | «Princes Of The Universe»          | Mercury         | 3:34     |  |
| 40:28 |                                    |                 |          |  |

| Bonus Tracks (CD 1986) |                                           |                 |          |  |
| N.º                    | Título                                    | Escritor(es)    | Duración |  |
| 10.                    | «A Kind of "A Kind of Magic"»             | Taylor          | 3:38     |  |
| 11.                    | «Friends Will Be Friends Will Be Friends» | Mercury, Deacon | 5:58     |  |
| 12.                    | «Forever» (Piano)                         | May             | 3:20     |  |
| 53:24                  |                                           |                 |          |  |

| Bonus Tracks (CD 1991 - Hollywood Records) |                                  |              |          |  |
| N.º                                        | Título                           | Escritor(es) | Duración |  |
| 10.                                        | «Forever» (Piano)                |              | 3:20     |  |
| 11.                                        | «One Vision» (Versión extendida) |              | 6:23     |  |

| Disco 2: Bonus EP (CD 2011 - Universal Music) |                                                                |              |          |  |
| N.º                                           | Título                                                         | Escritor(es) | Duración |  |
| 1.                                            | «A Kind Of Magic» (Highlander Version)                         |              | 4:22     |  |
| 2.                                            | «One Vision» (Single Version)                                  |              | 4:00     |  |
| 3.                                            | «Pain Is So Close To Pleasure» (Single Remix)                  |              | 3:57     |  |
| 4.                                            | «Forever» (Piano Version)                                      |              | 3:20     |  |
| 5.                                            | «A Kind Of Magic» (Demo / August 1985)                         |              | 3:23     |  |
| 6.                                            | «One Vision» (Live At Wembley Stadium / Friday July 11th 1986) |              | 5:12     |  |
| 7.                                            | «Friends Will Be Friends Will Be Friends»                      |              | 5:59     |  |